# Фролово

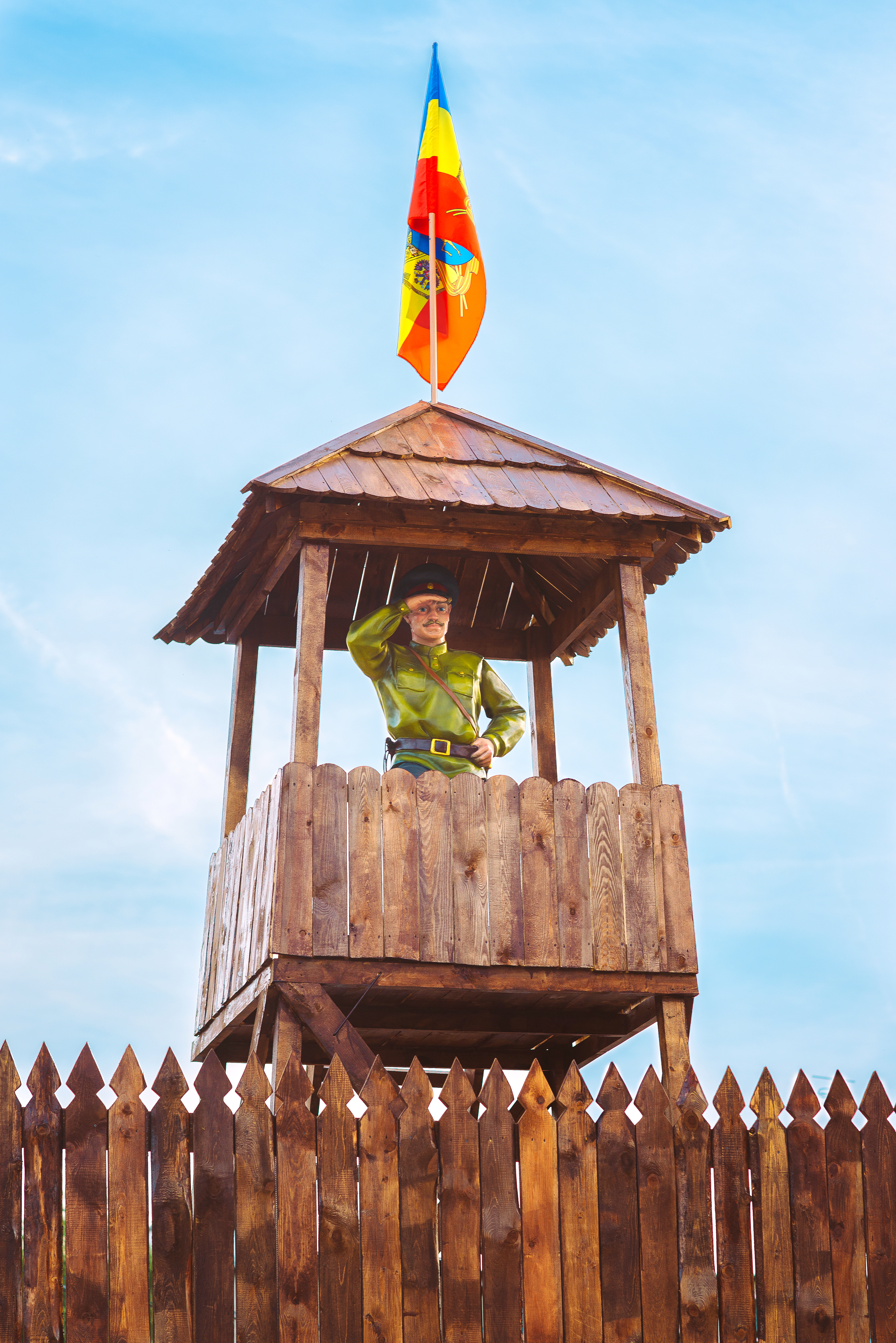
Казачья застава

Фро́лово — город (с 1936) в Волгоградской области России.
Город областного значения, образует городской округ город Фролово.
Спутник — посёлок Пригородный.

## География
Расположен на реке Арчеде (бассейн Дона), в центральной части Волгоградской области в 148 км к северо-западу от города Волгограда. Территория города — 58 км². Железнодорожная станция, расположенная в городе, носит название Арчеда. Неподалёку от города проходит Федеральная дорога M6 (Каспий).
Население — 35 661 чел. (2021).
Застройка города характеризуется в основном частным сектором, а также многоэтажными домами. Обеспеченность на одного жителя составляет 16 м² общей площади.
В окрестностях города имеются природные ресурсы: нефть, природный газ (см. Арчединское нефтегазовое месторождение), известняк. Почвы каштановые, с примесью супесчаных.

## История и этимология
Основан на территории области Войска Донского. Первое упоминание — под 1859 годом, как о хуторе Лыжинский (название образовано от фамилии Лыжин). В 1868—1871 годах через эти края прошла Грязе-Царицынская железная дорога. Постройка железной дороги дала стимул для развития близлежащих к ней станиц и хуторов. Рядом с хутором Лыжинским (и в двух километрах от хутора Фролова) появилась станция Юго-Восточной железной дороги Михайло-Чертково с вокзалом, водокачкой и большим паровозным депо. Вначале станция называлась Михайло-Чертково (в честь наказного атамана Войска Донского в 1874—1881 годах, генерал-лейтенанта Михаила Ивановича Черткова), а в 1875 году получила новое название по близлежащей речке Арчеда (до революции станцию чаще называли Арчада). Начала застраиваться нынешняя улица Народная, на которой вплоть до Великой Отечественной войны было множество магазинов.
Хутора Лыжинский и Фролово, располагавшиеся на речке Арчеде, стали расти в сторону станционного посёлка — и вскоре объединились с ним. В результате роста населения, появилась потребность в церкви. Церковь во имя Рождества Пресвятой Богородицы была построена на пожертвования фроловчан в 1886 году. Здание храма было деревянным на каменном фундаменте. В церкви было два престола: главный во имя Рождества Пресвятой Богородицы и в трапезной во имя святителя Николая Чудотворца. Располагалась церковь на углу нынешних улиц Московской и Революционной (тогда называвшейся Военной) — примерно там, где сейчас находится боковое крыльцо дома культуры и сквер перед ним.
В переписи 1897 года фигурировал хутор Лыжинский, он же Фро́лово, — но в ряде изданий конца XIX века употребляется одно название Фро́лово.
В 1910 году в хуторе Лыжинском проживало более 3,5 тысяч человек.
4 (17) марта 1917 год, в первое воскресенье после сообщения об отречении Николая II во Фролово возле вокзала состоялся митинг. Был избран временный исполнительный комитет. Утром 14 марта через телеграфистов узнали о свержении монархии и создании Петроградского совета. В хуторе агитировали эсеры, кадеты, меньшевики. Многие новости в хуторе узнавали от солдат, проезжавших через станцию Арчеда. Рабочие станции и депо были революционно настроены, многие поддерживали РСДРП(б). В апреле или июне 1917 года во Фролово был создан Совет рабочих, крестьянских и казачьих депутатов, в который входили большевики, кадеты, меньшевики, эсеры. Но реальная власть оставалась в руках атамана Голубинцева.
В конце 1929 г. в ОГПУ было заведено дело о подготовке вооружённого восстания с целью свержения советской власти во Фроловском районе на священника Адама Чечко и ещё 42 местных казаков.
1 августа 1936 года казачий хутор Фроловский (Фролов) был преобразован в город Фролово, а в 1976 году приобрёл статус города областного подчинения.

### В годы войны
После окончания Сталинградского сражения во Фролово был создан лагерь для пленных офицеров вермахта. В лагере, среди прочих, содержался и умер от тифа видный деятель антигитлеровского сопротивления полковник Гельмут Гроскурт.

### Новое время
В 2006 году был образован городской округ.
В декабре 2012 года обсуждалось объединение Фроловского района и городского округа в одно муниципальное образование.
В 2014 году административный центр Фроловского района был перенесён в посёлок Пригородный.
Входит в список моногородов России с риском ухудшения социально-экономического положения.

## Символы

### 1988 год

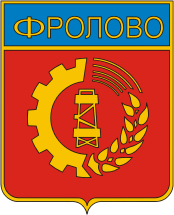
Герб 1988 года

Герб города утвержден исполкомом Фроловского горсовета народных депутатов 16 марта 1988 года.

В красном поле щита изображены золотые колос, половина шестерни и нефтяная вышка. В верхней части на синей полосе название города: «ФРОЛОВО». Нефтяная вышка символизирует Арчединское месторождение нефти и газа.— Геральдика.ру, Герб города Фролово
Авторы герба — Владимир Иванович Шеметов и Юрий Федорович Бочаров.

### 2008 год
Новый герб города Фролово утвержден Решением Фроловской городской Думы от 25 июня 2008 года № 32/492. В тексте Положения о гербе дано геральдическое описание и обоснование символов герба городского округа город Фролово:

3.1. Геральдическое описание герба (блазон) городского округа город Фролово гласит:
«В лазоревом поле червленый столб обремененный золотой булавой и сопровождаемый двумя золотыми полукругами составленными из цветов — тюльпана по четыре в каждом обращенных от центра. Щит увенчан муниципальной короной установленного образца».
3.2. Обоснование символики города Фролово:
- Фролов — отчество от формы Фрол из церковного мужского имени Флор (латинское «цветущий»);
- тюльпан — наиболее распространенный цветок в городских условиях;
- булава — символ атаманской власти (столица округа);
- червлёный цвет (красный) — символ храбрости, мужества и неустрашимости;
- лазурь (голубой) — символ красоты, ясности, мягкости и величия;
- серебро — символ чистоты, доброты, мудрости, благородства, мира, совершенства, невинности;
- золото (жёлтый) — символ богатства, справедливости, милосердия, великодушия постоянства силы и верности;
- золотая башенная корона о пяти зубцах — символ городского округа.— Гарант, Положение о гербе городского округа город Фролово Волгоградской области
(утв. Положением Фроловской городской Думы от 25 июня 2008 года №32/492)

Автор герба — художник Владислав Эдуардович Коваль (город Волгоград).

## Климат
Климат умеренный, континентальный, засушливый, с неустойчивым режимом увлажнения (согласно классификации климатов Кёппена-Гейгера — Dfb (континентальный климат с жарким летом)), сильными ветрами, зимой — восточного и северо-восточного направления, летом — восточного и юго-восточного направления. Максимальная температура летом достигает +45 °C, зимой до −40 °C.
| Показатель              | Янв. | Фев. | Март | Апр. | Май  | Июнь | Июль | Авг. | Сен. | Окт. | Нояб. | Дек. | Год |
| ----------------------- | ---- | ---- | ---- | ---- | ---- | ---- | ---- | ---- | ---- | ---- | ----- | ---- | --- |
| Средняя температура, °C | −6,6 | −6,9 | −1,1 | 8,9  | 15,8 | 20,4 | 22,5 | 21,3 | 14,8 | 7,6  | −0,1  | −5,1 | 7,6 |
| Норма осадков, мм       | 46   | 34   | 29   | 28   | 39   | 49   | 41   | 31   | 39   | 35   | 41    | 46   | 458 |
| Источник:               |      |      |      |      |      |      |      |      |      |      |       |      |     |

## Население
Динамика численности населения
| 1920 |
| ---- |
| 6786 |

| 1939    | 1959    | 1967    | 1970    | 1979    | 1989    | 1992    | 1996    | 1998    | 2000    | 2001    | 2002    |
| ------- | ------- | ------- | ------- | ------- | ------- | ------- | ------- | ------- | ------- | ------- | ------- |
| 17 400  | ↗26 438 | ↗28 000 | ↗33 398 | ↗39 525 | ↗41 680 | ↗42 100 | ↗43 400 | →43 400 | ↘43 100 | ↘42 900 | ↘41 132 |
| 2003    | 2005    | 2006    | 2007    | 2008    | 2009    | 2010    | 2011    | 2012    | 2013    | 2014    | 2015    |
| ↘41 100 | ↘40 100 | ↘39 800 | ↘39 500 | ↘39 300 | ↘39 121 | ↗39 449 | ↘39 400 | ↘39 129 | ↘38 836 | ↘38 585 | ↘38 129 |
| 2016    | 2017    | 2018    | 2019    | 2020    | 2021    |         |         |         |         |         |         |
| ↘37 757 | ↘37 377 | ↘36 951 | ↘36 513 | ↘36 235 | ↘35 661 |         |         |         |         |         |         |

На 1 января 2025 года по численности населения город находился на 446-м месте из 1124 городов Российской Федерации.

Национальный состав
По итогам переписи населения 2020 года проживали следующие национальности (национальности менее 0,1 % и другое см. в сноске к строке «Другие»):
| Национальность | Численность, чел. | Доля     |
| -------------- | ----------------- | -------- |
| Русские        | 34 209            | 95,93 %  |
| Цыгане         | 283               | 0,79 %   |
| Армяне         | 249               | 0,70 %   |
| Азербайджанцы  | 104               | 0,29 %   |
| Украинцы       | 93                | 0,26 %   |
| Татары         | 88                | 0,25 %   |
| Другие         | 635               | 1,78 %   |
| Итого          | 35 661            | 100,00 % |

## Деление города
Город делится на микрорайоны. Также неофициально к делению города можно причислить народные названия районов города и причисление населённых пунктов, официально являющихся отдельными.
- VII микрорайон (район улицы Парковая). Застроен многоэтажными и частными домами. Инфраструктура — детский сад «Ручеек», магазины «Магнит» и «Оленька».
- Верхний поселок Газоразведки. Квартал Газоразведки основан в 1964 году для работников на предприятиях газоразведки города Фролово, от этого и получил своё название. Квартал находится в юго-восточной части города. На юге квартал граничит с другим городским кварталом — Кварталом ЗКО. В квартале находятся газоразведовательные организации — Фроловское СМУ «Волгоградтрансгаз», Фроловское нефтегазодобывающее управление, а также предприятие по ремонту и введении в эксплуатацию газового оборудования — Фроловомежрайгаз. Из социальной инфраструктуры — отделение почтовой связи. Население — 0,74 тыс. жителей (2002).
- Микрорайон Грачи (включён в черту города в 1983 году население — 6245 человек). Микрорайон находится в северной части города. На севере и западе микрорайон граничит с Фроловским районом, на востоке с посёлком Пригородный. Через железную дорогу к северо-востоку от микрорайона в нескольких километрах находится хутор Кирпичный. В Области Войска Донского это был хутор Грачёв, входящий в юрт Кепинской станицы (ныне хутор Кепинский). На хуторе в 1910 году была построена Николаевская церковь. В состав города включен в 1983 году, с 2004 года — в статусе микрорайона.
- Квартал Жилгородок. Квартал находится в южной части города на реке Арчеда. На востоке граничит с другим микрорайоном города — с Микрорайоном Заречный. Квартал начал строиться в 1970 году как квартал для проживания работников полей. В квартале находится электроподстанция «Арчеда», на юго-западе на выезде из города есть канализационная станция, объединение фермерских хозяйств, магазины. Микрорайон застроен многоэтажными и частными домами. Население — 0,15 тыс. человек (2002).
- Микрорайон Заречный. Микрорайон находится в южной части города на реке Арчеда. На западе микрорайон граничит с другим микрорайоном города — с Кварталом Жилгородок. Статус квартала — с 1961 года, статус микрорайона — с 2004 года. Микрорайон полностью застроен многоэтажными домами. В микрорайоне имеются магазины. Население — 3015 человек (2002 год). Социальная инфраструктура — Филиал Фроловской городской средней школы № 6, детский сад «Теремок», учебно-курсовой комбинат Газпромтрансгазволгоград, стадион, городской парк («Парк Заречный»). Достопримечательности — Архитектурно-парковый комплекс «Заречный» (часовня святых Петра и Февронии Муромских, бронзовый монумент «Добрый Ангел Мира»; подробнее — Фролово#Достопримечательности).
- Квартал ЗКО. Квартал находится в южной части города. На севере квартал граничит с другим кварталом города — с Кварталом Газоразведки. Квартал начал строиться в 1953 году для проживания работников карьеров города. В Квартале ЗКО находится старый забой, Волгоградское карьероуправление (филиал ОГУП «Волгоградавтодор»), асфальтобетонный завод. Квартал полностью застроен частными домами. Население — 0,41 тыс. жителей (2002 год).
- Район Колхозного рынка
- Кулацкий посёлок (находится на территории посёлка Пригородный)
- Район переулка Нефтяников (жители города называют этот район просто «нефтяники»)
- Квартал Питомник
- Микрорайон Прибрежный
- посёлок Пригородный (в народе имеет название Зеленовский по названию совхоза) (официально является отдельным населённым пунктом. Находится на северной окраине города)
- Квартал Рембазы
- посёлок Садовый (в народе имеет название 2-е отделение (осталось от именования отделения совхоза Зеленовский) (официально является отдельным населённым пунктом. Находится на северной окраине города)
- посёлок СУ-870.
- Центральный район (центр города)

Фролово является крупным промышленным центром Волгоградской области, здесь расположены 44 промышленных предприятия. За период с 2005 по 2009 год объём промышленного производства увеличился в 2,3 раза.
| Предприятие                                                                                         | Год основания | Направление деятельности                                                                     | Численность работников, чел. |
| --------------------------------------------------------------------------------------------------- | ------------- | -------------------------------------------------------------------------------------------- | ---------------------------- |
| Аварийно-восстановительный поезд № 2 СУАВР ООО «Газпром трансгаз Волгоград»                         | 2003          | Ремонт и шурфовка магистральных газопроводов                                                 |                              |
| ООО «Аква Свит»                                                                                     | 2003          | Производство минеральных вод и других безалкогольных напитков                                |                              |
| Вагонное ремонтное депо «Арчеда» (филиал ООО «Новая вагоноремонтная компания»)                      | 1919          | Ремонт грузовых вагонов                                                                      | 290                          |
| Арчединская дистанция пути Волгоградского региона Прив ЖД (филиал ОАО «РЖД»)                        | 1870          | Строительство и ремонт железнодорожных путей                                                 | 296                          |
| Себряковское линейное агентство Приволжского ТЦ ФТО ОАО «РЖД» (отделение на станции Арчеда)         | 2012          | Грузовые железнодорожные перевозки                                                           | 35                           |
| ООО «Арчединская промышленная группа» (закрыто с 2018 года)                                         | 1990          | Производство крупы гречневой, масел, жиров, фасовка                                          | 157                          |
| Арчединский участок (филиал ЗАО «Нижневолжского УТТ»)                                               | 2007          | Транспортные услуги                                                                          | 167                          |
| Арчеда-продукт                                                                                      |               | Производство круп, муки, хлопьев и каш                                                       |                              |
| ООО «Водоотведение»                                                                                 | 2007          | Водоотведение и очистка сточных вод                                                          | 98                           |
| ООО «Водоснабжение»                                                                                 | 2006          | Обеспечение населения и предприятий водой                                                    |                              |
| ООО ЦБПО «Волганефтемаш»                                                                            | 2003          | Ремонт нефтепромыслового оборудования                                                        | 210                          |
| ОАО «ФЭСТ» (Фроловский сталелитейный завод)                                                         | 2000          | Выпуск стальной непрерывно литой заготовки                                                   | 692                          |
| «Волгоградавтодор» (филиал ОГУП «Волгоградское карьероуправление»)                                  | 1949          | Добыча известняка и производство щебня                                                       | 140                          |
| ОГУП ДСУ № 4 «Волгоградавтодор»                                                                     | 1983          | Ремонт, строительство дорог Фроловского Ольховского и Иловлинского районов                   | 169                          |
| Волгоградская Дистанция гражданских сооружений, Арчединский п/уч.                                   | 2006          | Строительные работы                                                                          | 54                           |
| ООО «Градострой»                                                                                    | 2007          | Строительство и обслуживание жилья                                                           | 40                           |
| ООО Управляющая компания «Жилищное хозяйство»                                                       | 2008          | Обслуживание жилого фонда                                                                    | 140                          |
| МУП «Комбинат школьного питания»                                                                    | 1967          | Общественное питание                                                                         | 57                           |
| МУП «Коммунальщик»                                                                                  | 1930          | Санитарная очистка и благоустройство города                                                  | 76                           |
| ООО «Нивола»                                                                                        | 1998          | Производство теплозащитного материала и реализация газотехнической продукции                 | 27                           |
| ГУП ВО Волгоградавтотранс, филиал — ПАТП «Фроловское»                                               | 1967          | Пассажирские перевозки                                                                       | 175                          |
| Строительно-монтажный поезд № 273 (ОАО «Приволжтрансстрой»)                                         | 1959          | Строительство железных дорог и промышленных гражданских объектов                             |                              |
| МУП «Теплосервис»                                                                                   | 2005          | Выработка и реализация тепловой энергии                                                      | 140                          |
| ОАО «Газпромгазораспределение-Волгоград. Фроловский филиал»                                         | 1954          | Техническое обслуживание и ремонт систем газоснабжения                                       | 267                          |
| ОАО «Газпроммежрегионгаз-Волгоград» (Фроловский территориальный отдел)                              | 1970          | Обеспечение населения и предприятий природным газом                                          | 53                           |
| Фроловский СУ Михайловского межрайонного управления ПАО «Волгоградэнергосбыт»                       | 1970          | Энергоснабжение                                                                              | 52                           |
| Фроловский участок Михайловских межрайонных электрических сетей (филиала ПАО «Волгоградоблэлектро») | 1970          | Обслуживание и ремонт электрических сетей                                                    | 120                          |
| ЗАО «Фроловское автохозяйство»                                                                      | 1993          | Автоперевозки, торговля строительными материалами                                            | 44                           |
| ООО ФЛПУМГ «Газпром трансгаз Волгоград»                                                             | 1973          | Транспортировка газа                                                                         |                              |
| ЗАО «Фроловское нефтегазодобывающее управление»                                                     | 1986          | Добыча нефти                                                                                 | 140                          |
| ООО "Строительная компания «Юникс»                                                                  | 2004          | Строительство, торговля стройматериалами, производство окон и дверей ПВХ, металлоконструкций | 57                           |

- Элеватор — Арчединский комбинат хлебопродуктов
- СМУ Волгоградтрансгаз, а также большая компрессорная станция на газопроводе «Дружба», монтажное управление, специализированное управление.

Вблизи Фролово ведётся добыча нефти и газа; действует цех добычи нефти и газа ТПП «Волгограднефтегаз» ОАО «РИТЭК».
Первое промышленное месторождение газа открыто в Волгоградской области в 1946 г. в районе станции Арчеда.
Вскоре здесь же, в Арчеде, обнаружили и нефть (см. статью Арчединское нефтегазовое месторождение).

## Транспорт
Железнодорожный
Через город проходит линия Приволжской железной дороги. Железнодорожная станция «Арчеда» имеет две дистанции и ряд промышленных железнодорожных объектов. Имеется также грузовая железнодорожная станция «Заводская», находящаяся на ветке «Арчеда» — завод Волга-ФЭСТ, которая принадлежит ФПЖТ.
Автомобильный
Недалеко от города проходит автомагистраль федерального значения M6 (Каспий). Через город проходит трасса местного значения 18А4 Фролово — Камышин, трасса начинается на развязке в Новой Панике идёт 17 км до города, затем идёт по улице Южной, после переезда идёт по улице Фрунзе, после городской черты поворачивает резко на север, через 4 км поворачивает резко на восток. Также по городу проходят трассы 18Н133 Фролово — Падок, 18К8 Фролово — Даниловка.
Автобусный
По состоянию на 2021 год все внутригородские маршруты выкуплены частными лицами:
| Номер маршрута | Название             |
| -------------- | -------------------- |
| 2              | Вокзал — Церковь     |
| 3              | УКК — Птичник        |
| 4              | Ленинградское кольцо |
| 6              | УКК — ЗКО            |

Пассажирские междугородние перевозки осуществляет ПАТП «Фроловское». Все автобусы отправляются от здания вокзала станции Арчеда, за исключением № 101 «МУП „Фроловский рынок“ — Поселок Железнодорожный». Раннее планировалось строительства автовокзала «Зареченский» для междугородних автобусов, на месте нынешнего парка «Комсомольский».

## Образование
В городе работают 9 детских садов, 5 школ с 2 филиалами (обучение до 5 класса) и одна православная общеобразовательная гимназия. Два учреждения дополнительного образования: детская школа искусств, центр детского творчества.
Средние специальные учебные заведения: колледж бизнеса, промышленно-экономический техникум, учебно-курсовой комбинат.
Также в городе есть представительства двух высших учебных заведений на базе промышленно-экономического техникума: Волгоградского государственного технического университета и Современной гуманитарной академии.

## Здравоохранение
- ГБУЗ «Фроловская центральная районная больница»[51]
- ЧУЗ"РЖД-МЕДИЦИНА" г. Волгоград, поликлиника на станции Арчеда

## Специализированные учреждения
- В/ч 42751 2728-я БХ ВиС
- Федеральное казённое учреждение «Исправительная колония № 25 Управления Федеральной службы исполнения наказаний по Волгоградской области»[52].

## Спорт
- Городской стадион
- 4 мини-футбольных полей (территория СШ № 5, двор многоквартирного дома Революциооная, 12, район Заречный, территория СШ № 1 им. М.Горького)
- Мото-трасса
- Спортивные площадки
- Физкультурно-оздоровительный комплекс
- Культурно-оздоровительный центр

## Музеи
- Фроловский краеведческий музей
- Мини-музей Анатолия Евтушенко[53]
- музей МКОУ СШ № 1 им. Горького
- музей МКОУ СШ № 5
- музей образования (находится в Центре Детского Творчества)
- музей МКОУ СШ № 6

## Достопримечательности

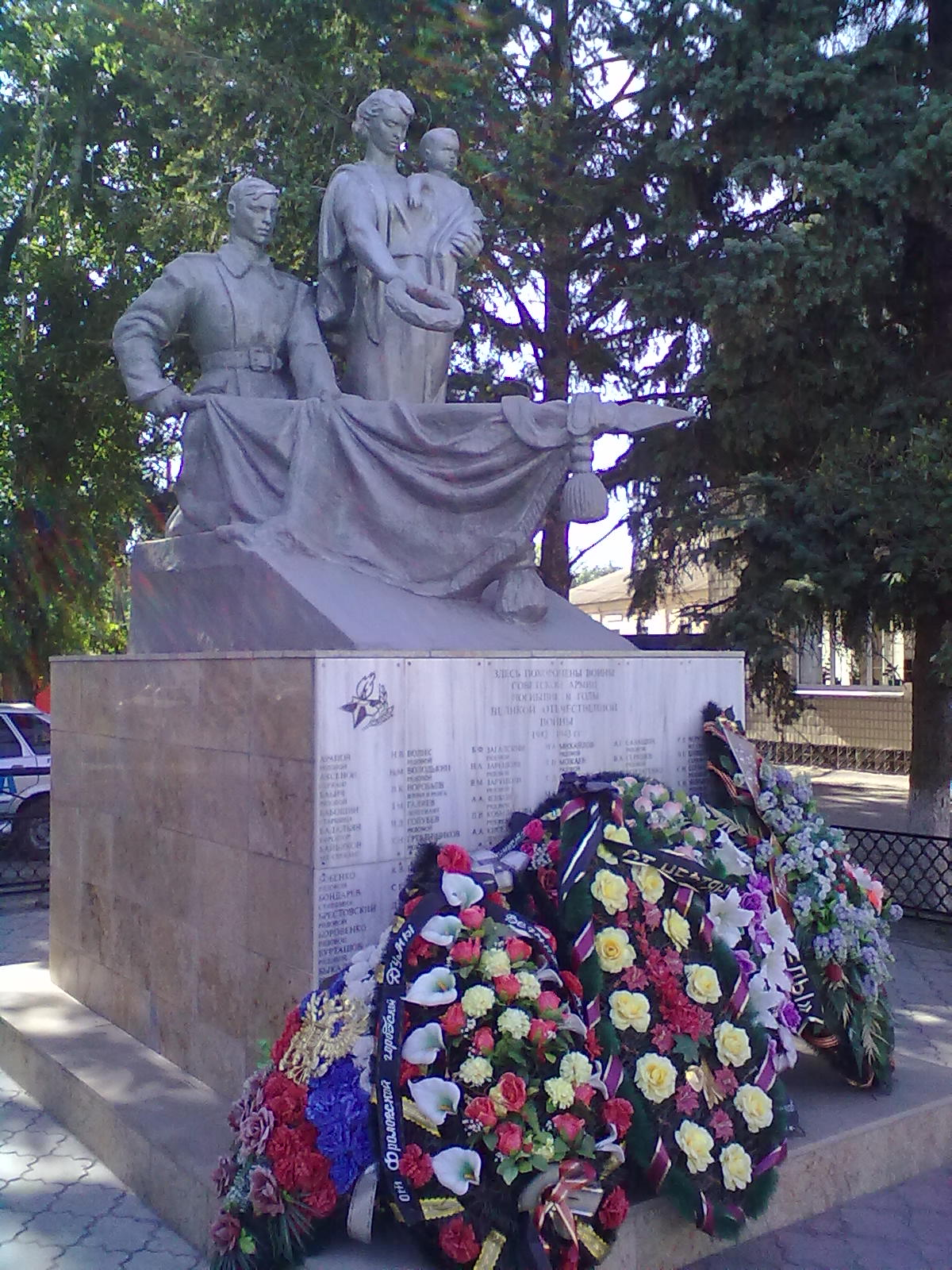
Памятник участникам Великой Отечественной войны

- Богоявленский собор, открытый в 2008 году
- Памятник фроловчанам, погибшим в годы Великой Отечественной войны;
- Памятник фроловчанам-железнодорожникам, погибшим в ВОВ;
- Памятник героям гражданской войны;
- Станок-качалка в сквере у ГДК, на которой написано «Добыта 200-миллионная тонна нефти»;
- Дом купца Деева (XIX век);
- Часовня памяти всех погибших в войнах XX века;
- Памятник воинам, погибшим в Афганистане
- Памятник Кудинову;
- Памятник Зинаиде Виссарионовне Ермольевой;
- «Нулевой километр», находящийся на Привокзальной площади;
- Дом скульптора Николая Пахомова по улице Калинина, со скульптурным ансамблем на территории его домовладения[54][55];
- Аллея Героев;
- Местный Арбат (ул. Московская)[55][56] — прогулочная улица. На улице располагаются православная гимназия, краеведческий музей, культурно-оздоровительный центр, множество магазинов. Оснащена литыми фонарями;
- Скульптурная композиция, посвящённая нефтяникам, на Привокзальной площади.
- Бюст Гагарина по дворе МКОУ ОШ № 4
- Бюст Зинаиде Виссарионовне Ермольевой
- Скульптура сталевара в сквере Сталелитейщиков

Архитектурно-парковый комплекс «Заречный»
- мемориально-патриотическая зона: скульптура Неизвестного солдата в парке Заречный, стена памяти, стена Бессмертного Полка, памятник воинам-интернационалистам, памятный знак труженикам тыла
- этнографическая зона: музейный комплекс Казачий курень
- скульптура Петра и Февронии Муромских
- часовня святых Петра и Февронии Муромских;
- бронзовый монумент «Добрый Ангел Мира»;
- мост молодоженов;
- солнечные часы;
- скамейка в форме сердца;
- аллея Невест;

комплекс Сталинградская сирень
Клумбы цветов, скамейки, заасфальтированные дорожки и аллея из сирени. 70 кустов. В честь 70-летия Великой Победы
- аллея Сталинградская сирень;
- пруд Луговой;
- Фенин сад;

## СМИ

### Пресса
Первая фроловская газета «Борьба за колхоз» была организована в 1930 году, позже была переименована во «Вперёд».
- Вперед — издается с 1930 года.
- Дружба — издавалась с октября 2008 года по ноябрь 2009 года.
- Фроловские вести

## Города-побратимы
- Карвина, Чехия (24 августа 1971 год)[57]

## Известные горожане
- Павел Валерьевич Басинский — российский литературовед и литературный критик.
- Анатолий Григорьевич Евтушенко — поэт и писатель[53][58].
- Зинаида Виссарионовна Ермольева — советский ученый-микробиолог и эпидемиолог, создатель антибиотиков, действительный член АМН СССР.
- Станислав Фёдорович Железкин [источник не указан 3284 дня] — народный артист России, художественный руководитель театра кукол «Огниво».
- Галина Афанасьевна Забазнова (1942—2014) — писательница и поэтесса.
- Максим Вениевич Коновалов — российский актёр театра и кино. В детстве много времени проводил в городе, где у него живёт бабушка и откуда родом его мама. Ныне часто бывает в городе, проводит отпуска со своей семьёй[59][60][61][62].
- Виктор Кузьмич Потанин (1905 — ?) — советский военачальник, полковник, Командор Ордена Британской Империи.
- Антон Александрович Пушков — баскетболист[63][64].
- Андрей Павлович Самохин — российский предприниматель, президент компании «Сады Придонья».

### Почётные граждане
- Геннадий Павлович Фетисов — профессор Московского авиационного института, почётный гражданин города[65].

## Галерея

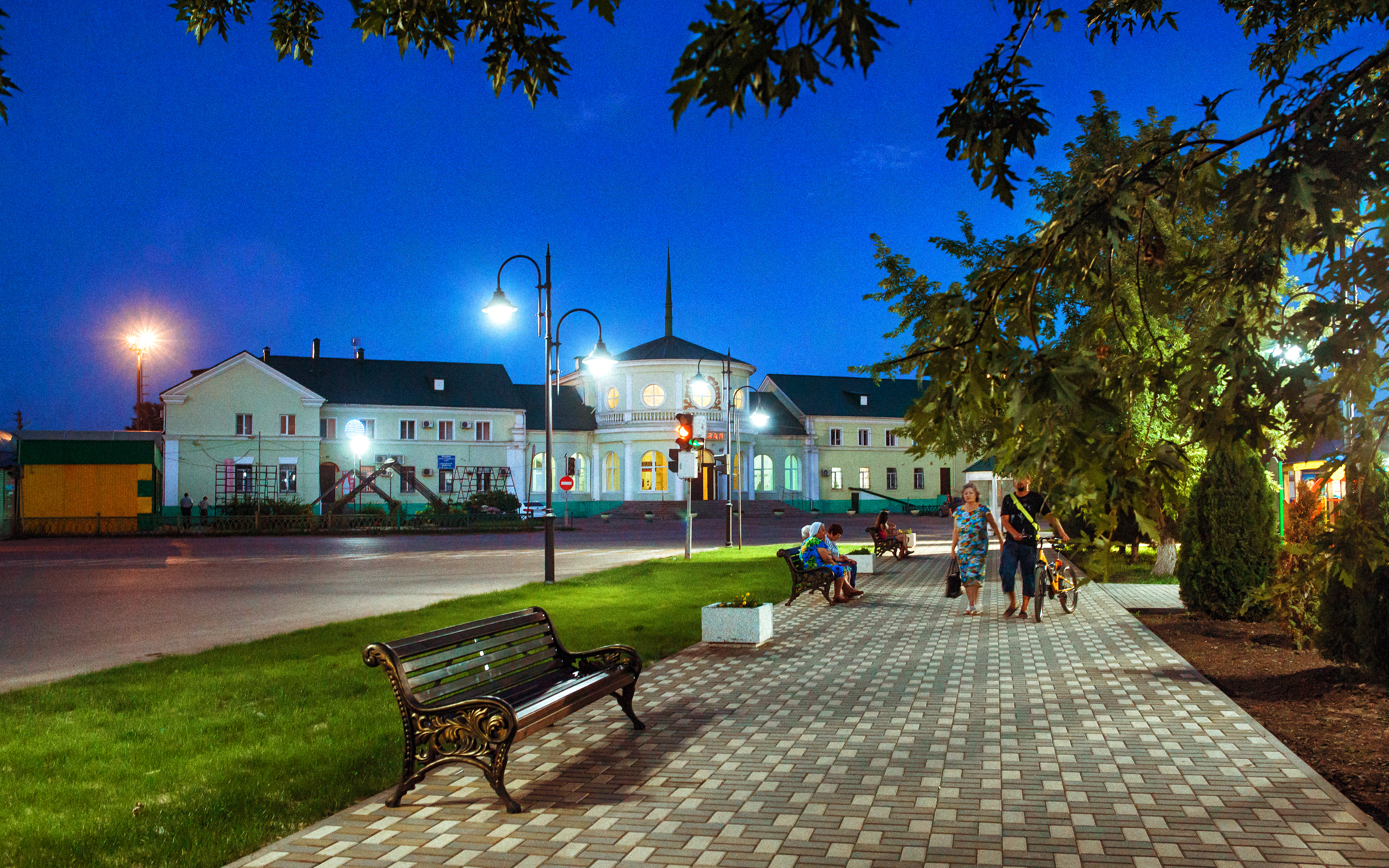
Железнодорожный вокзал станции Арчеда
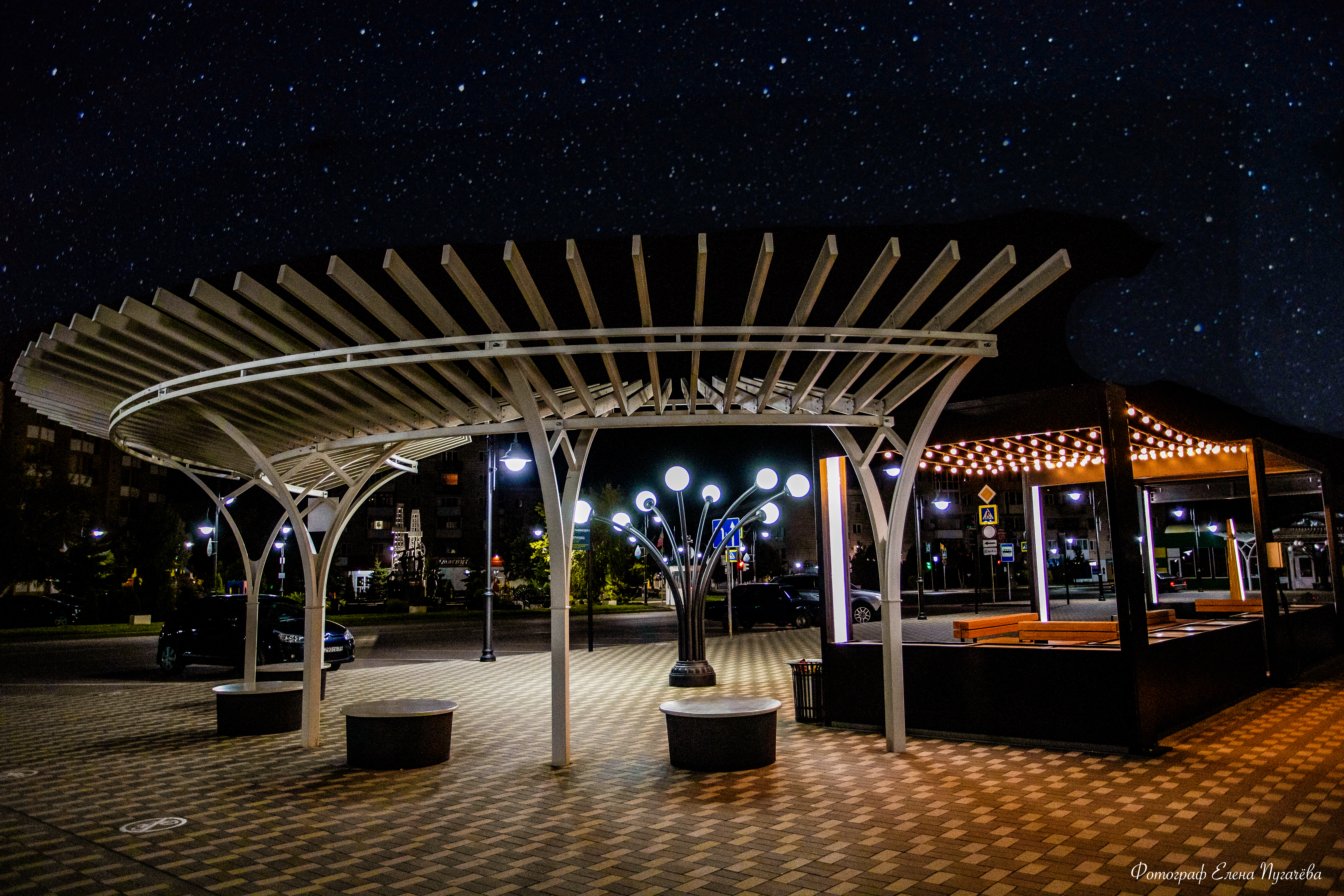
Площадь у вокзала
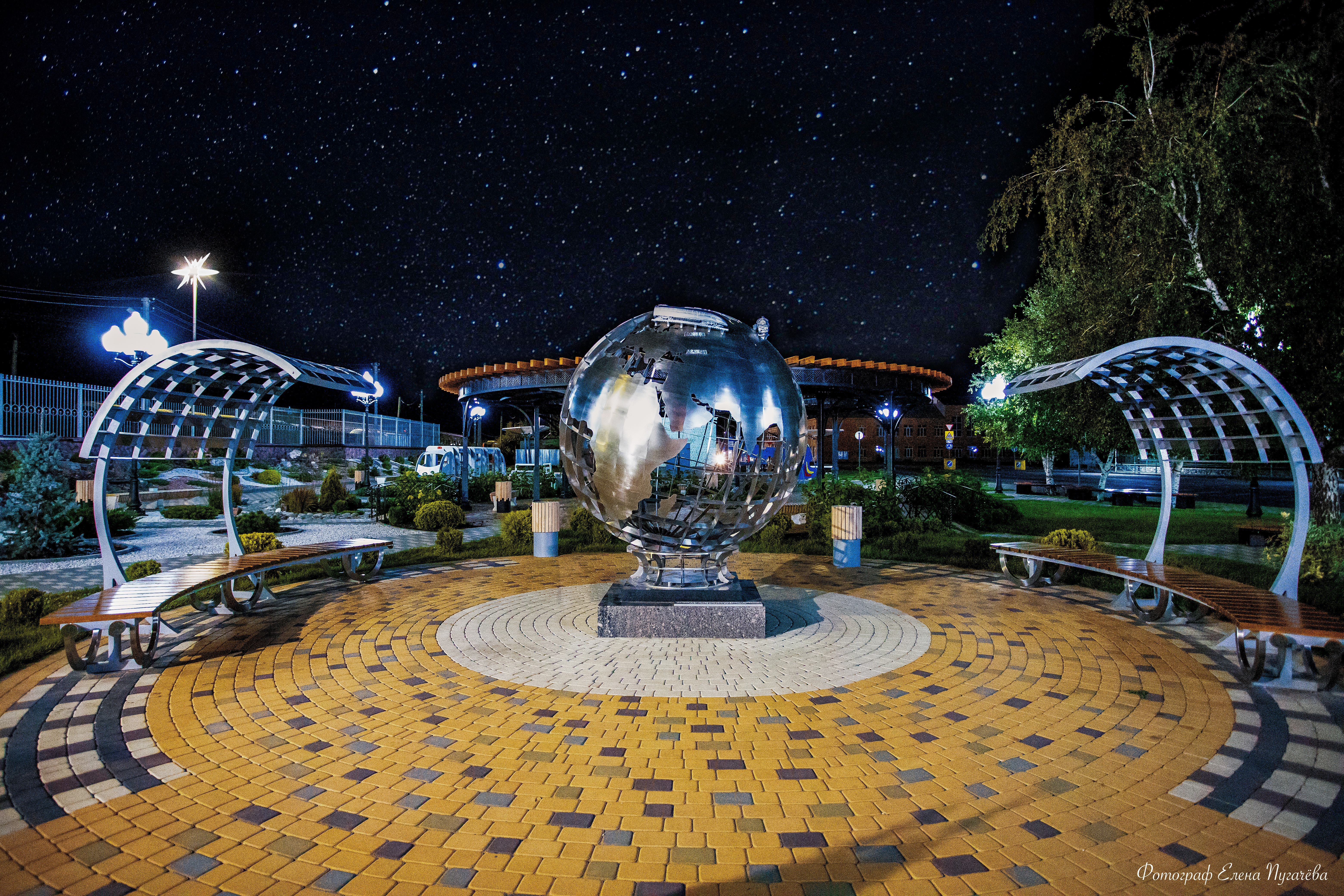
Сквер Железнодорожников. Скульптурная композиция, посвященная ЖД работникам
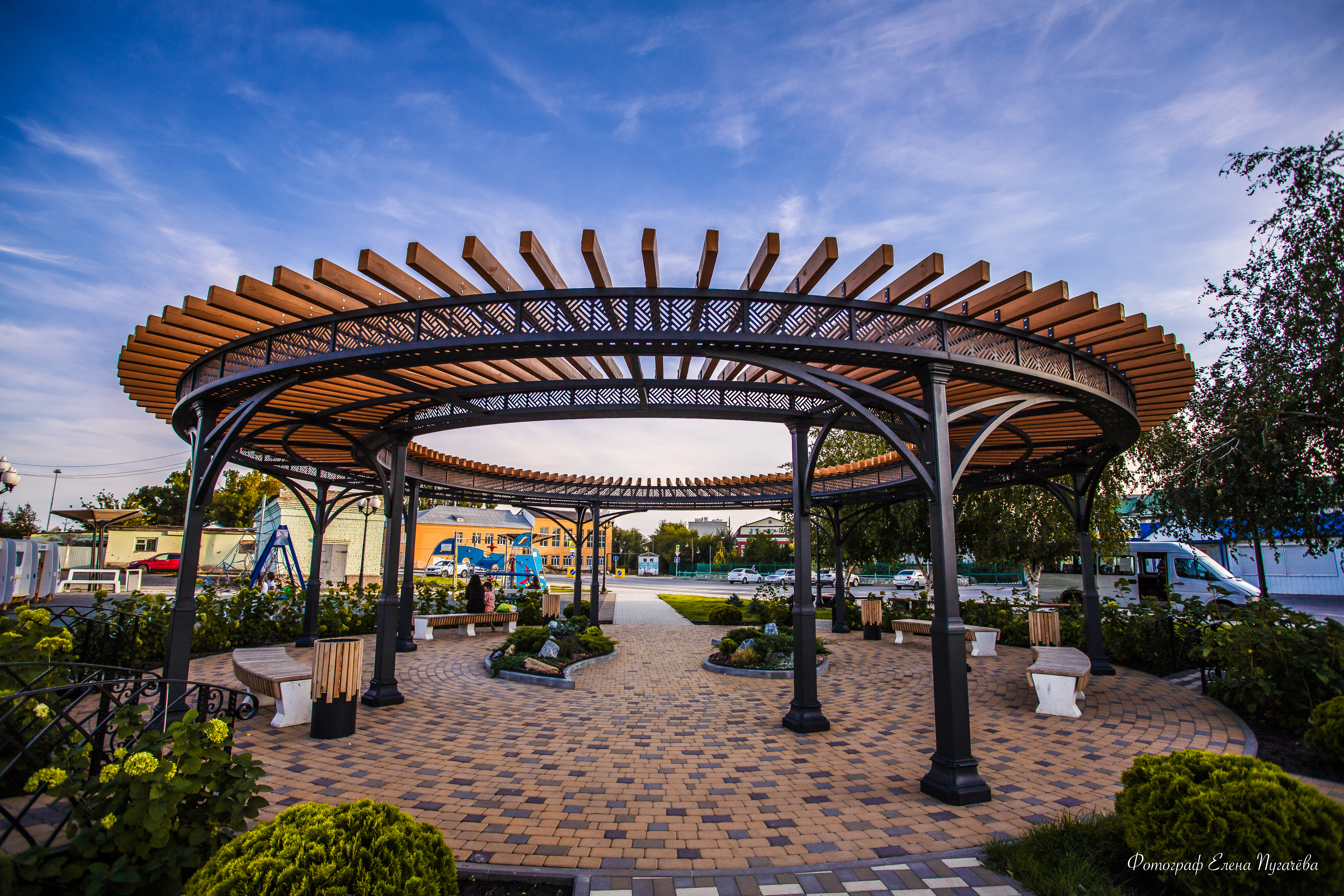
Сквер Железнодорожников
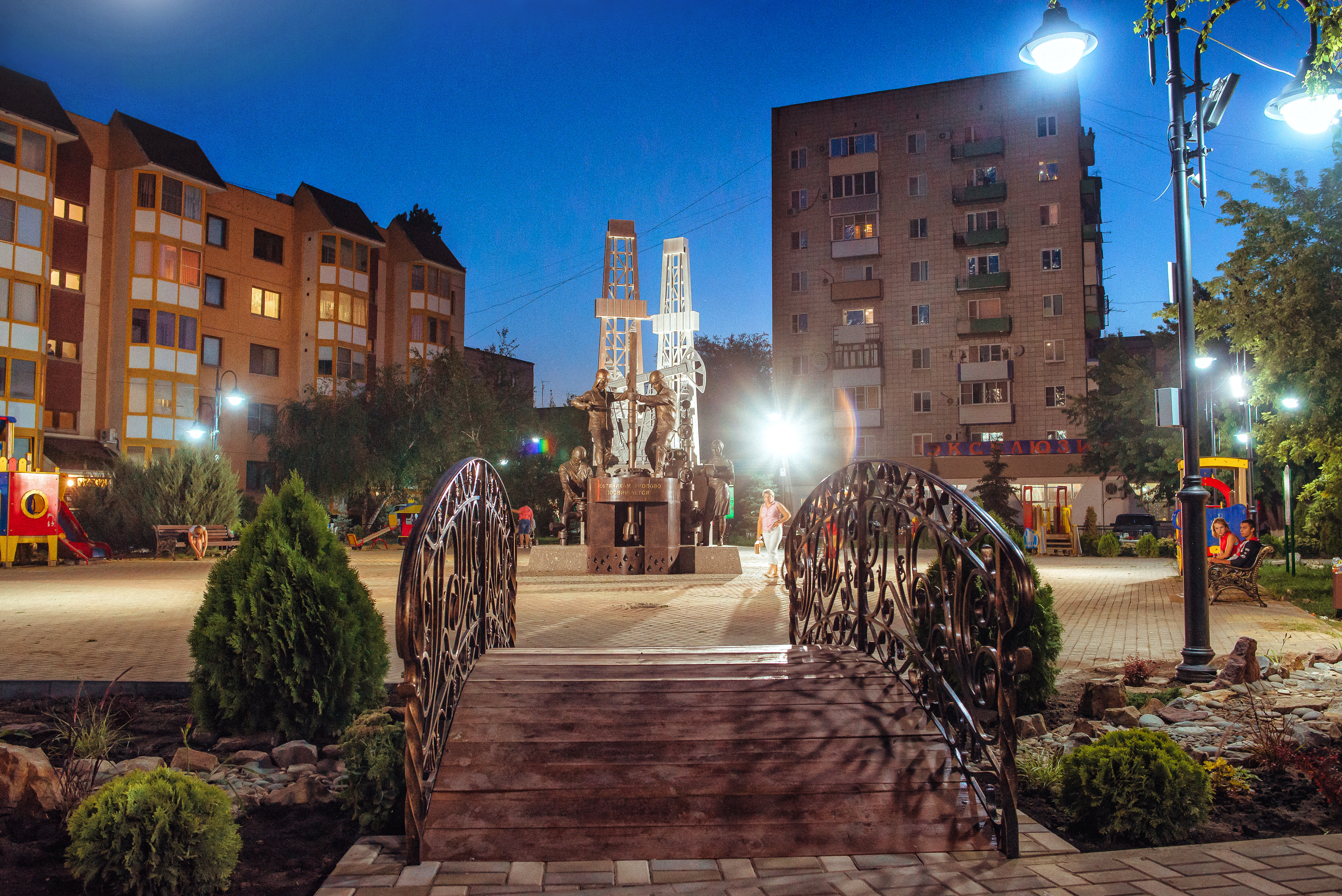
Скульптура "Нефтяникам Фролово посвящается" на Привокзальной площади
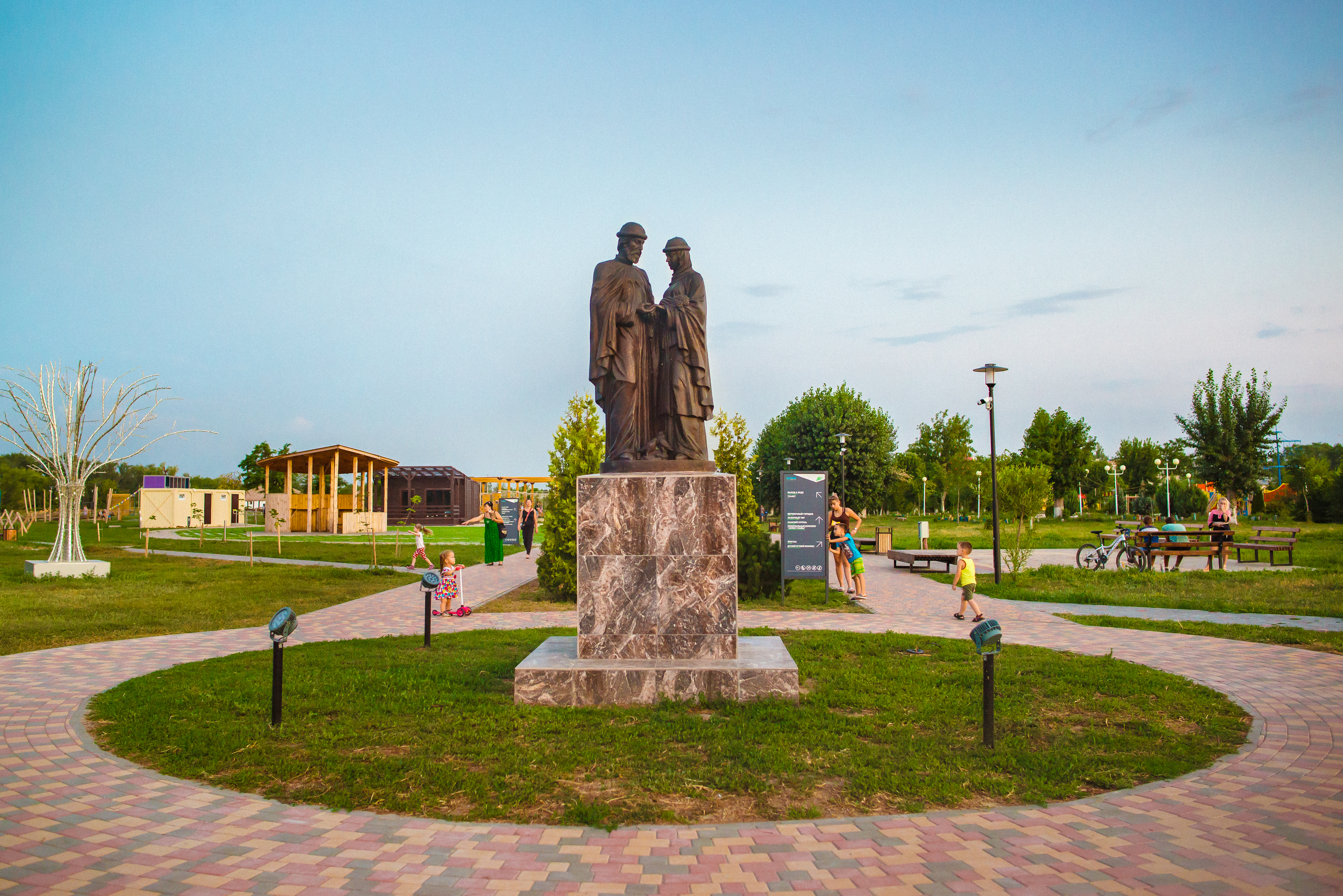
Скульптура Петра и Февронии Муромских в парке Заречный
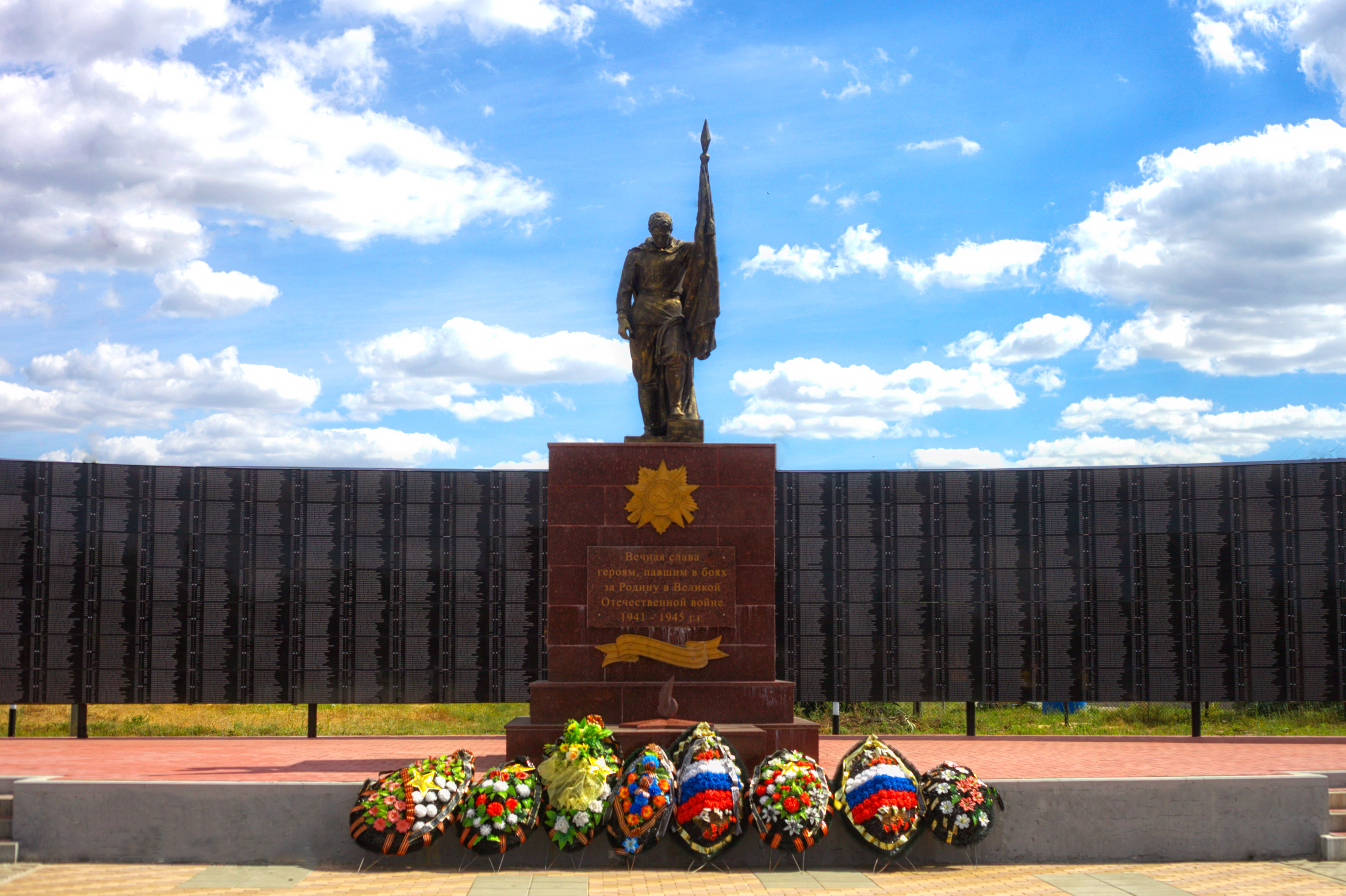
Скультура Неизвестного солдата в парке Заречный
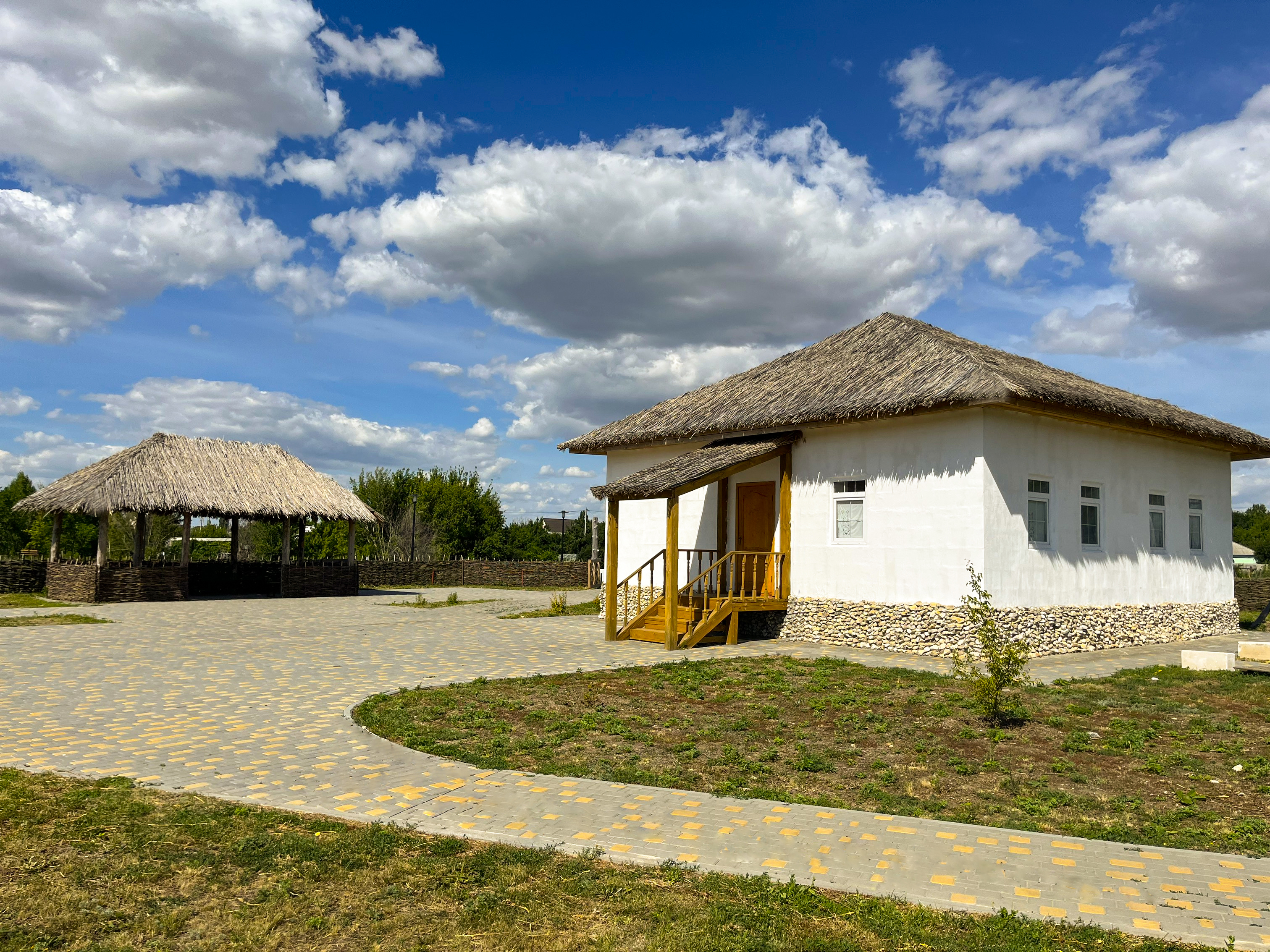
Казачий курень в этнографической зоне парка Заречный
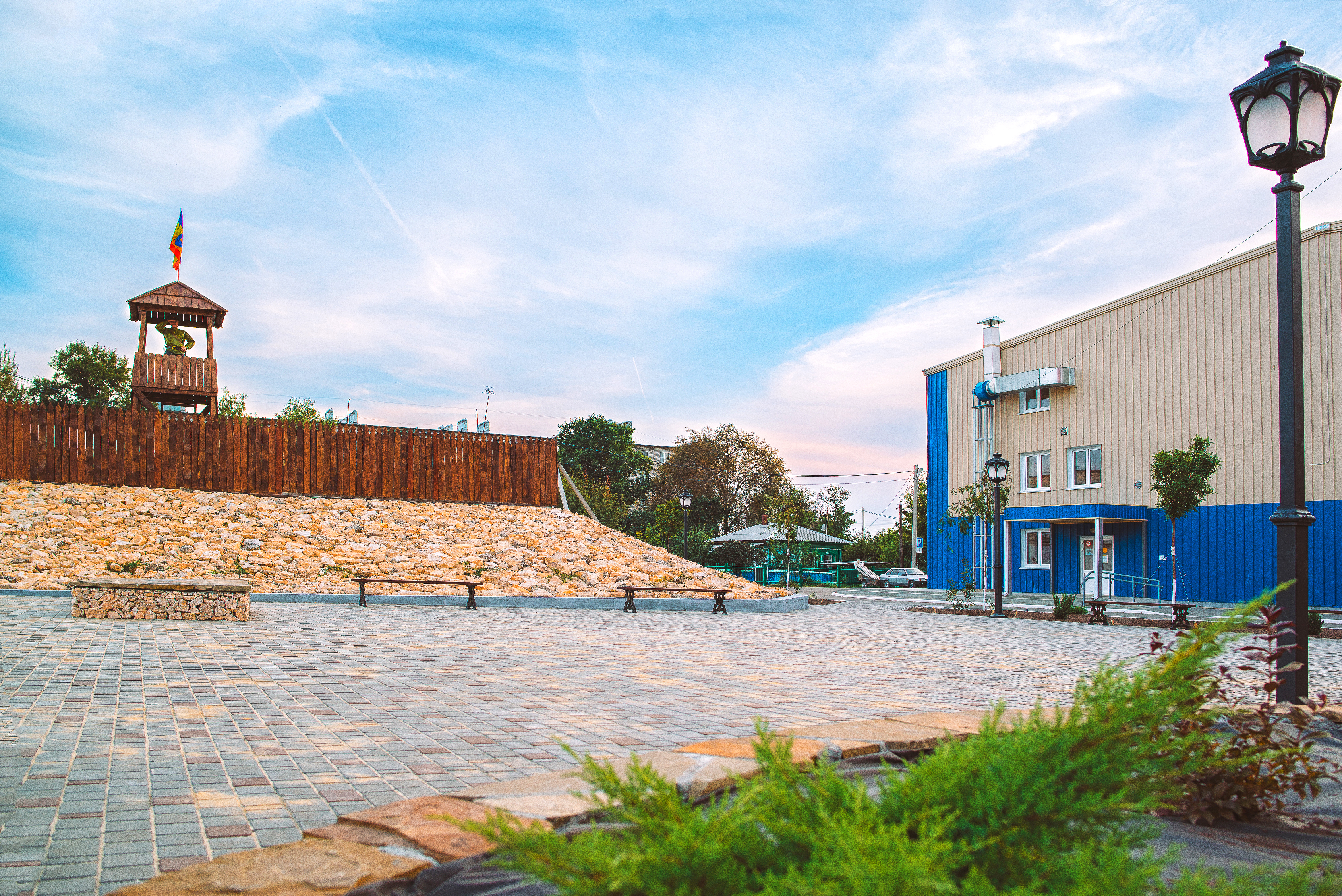
Физкультурно-оздоровительный комплекс
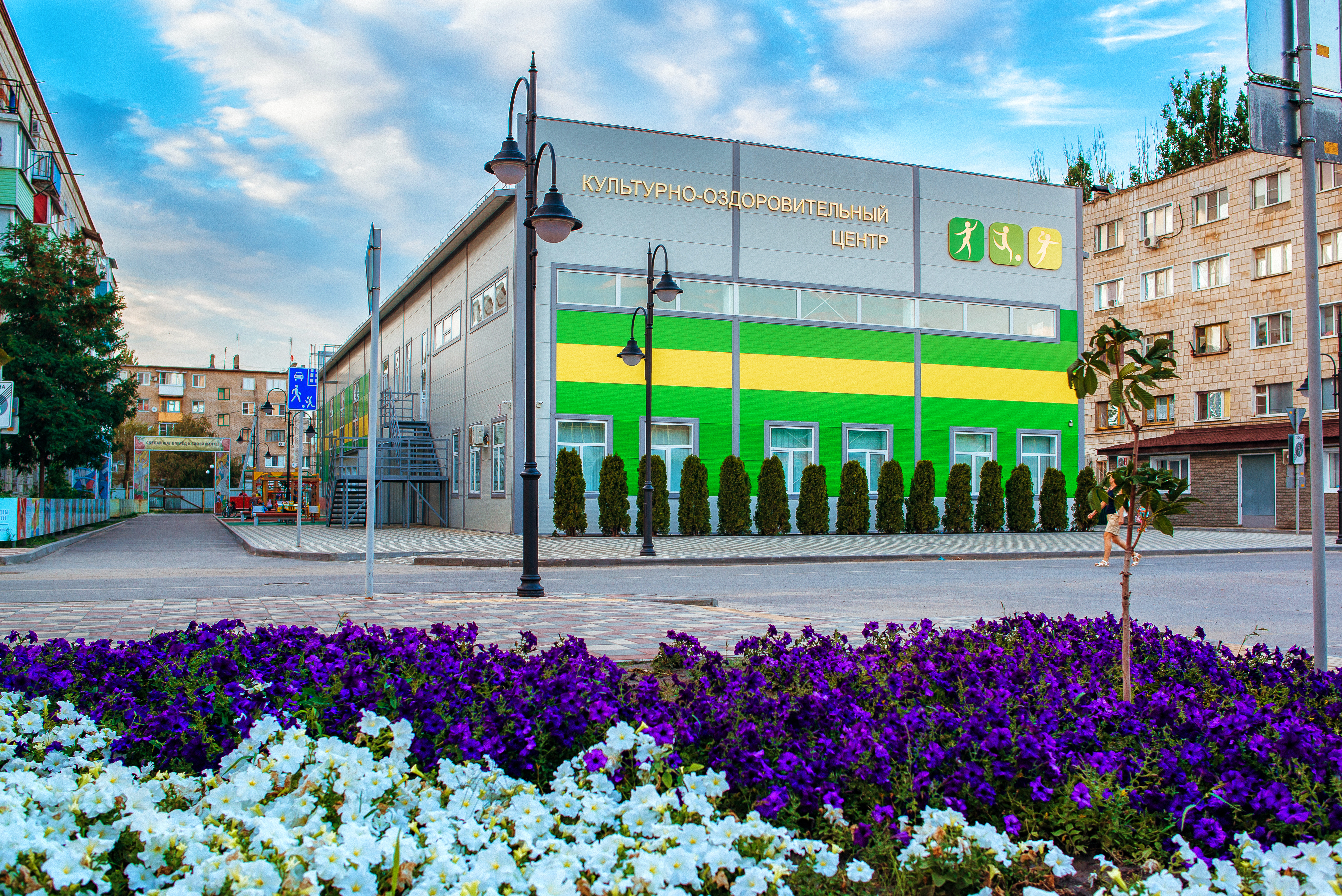
Культурно-оздоровительный комплекс
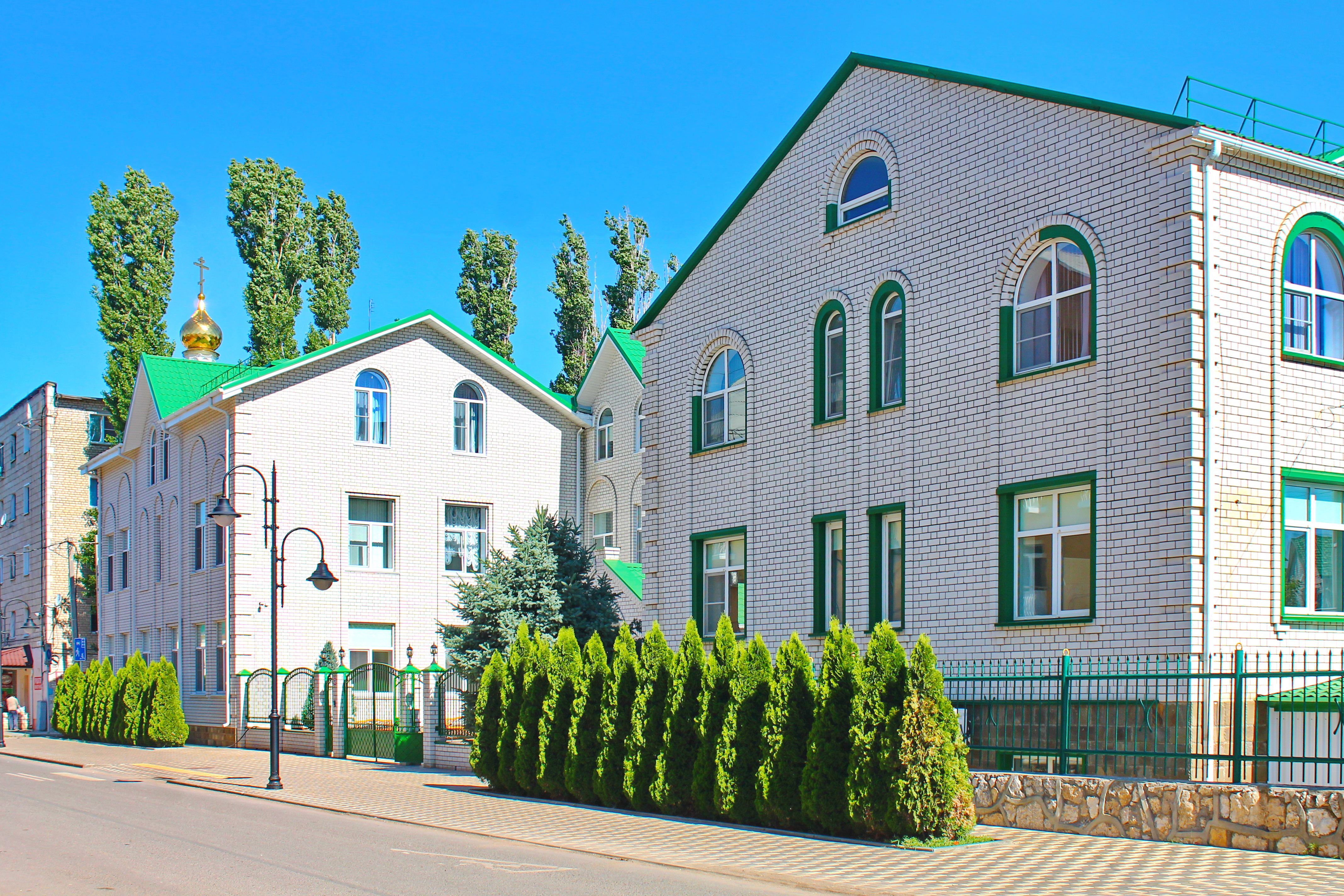
Православная гимназия имени старцев Глинских
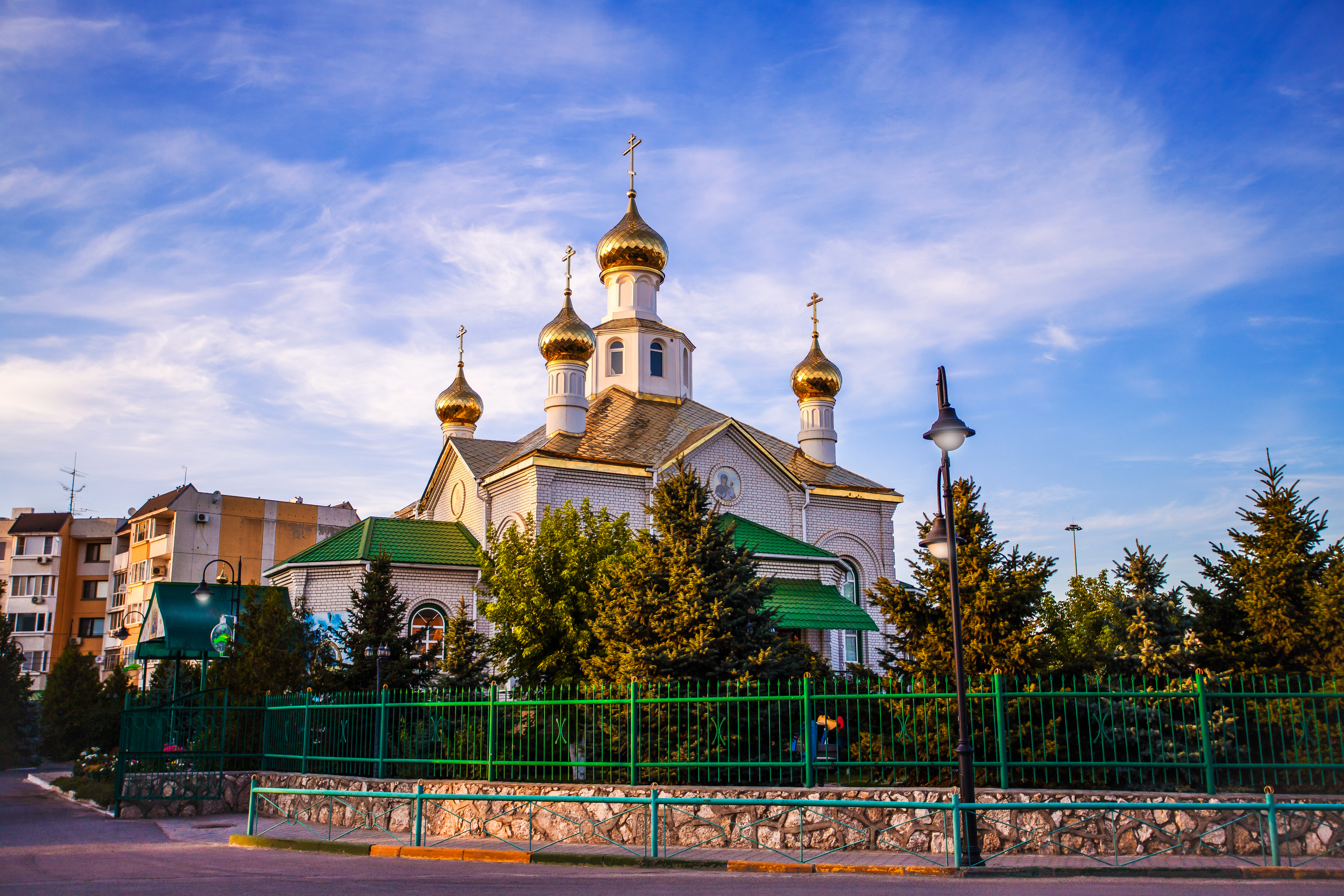
Богоявленский собор
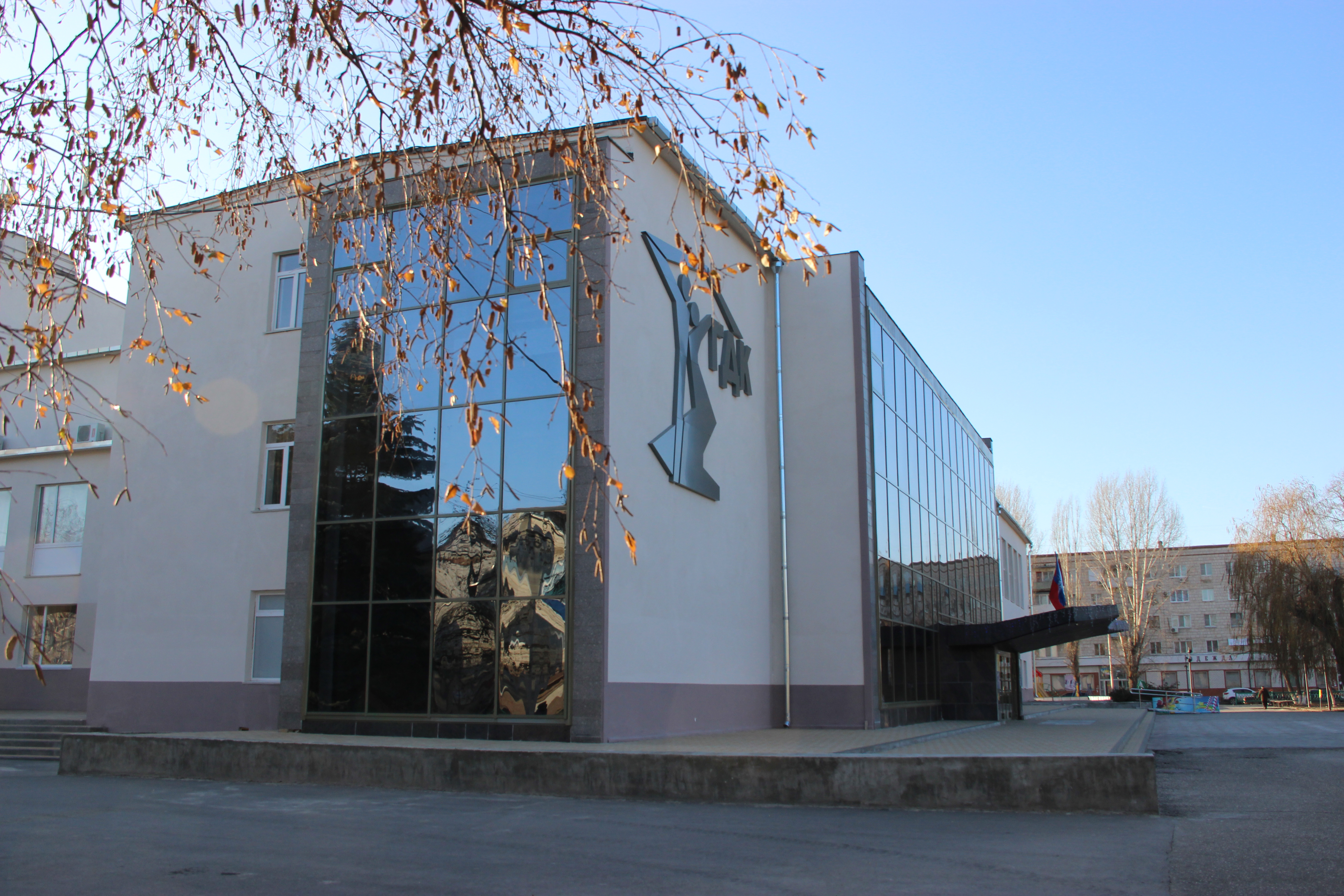
Городской Дворец культуры
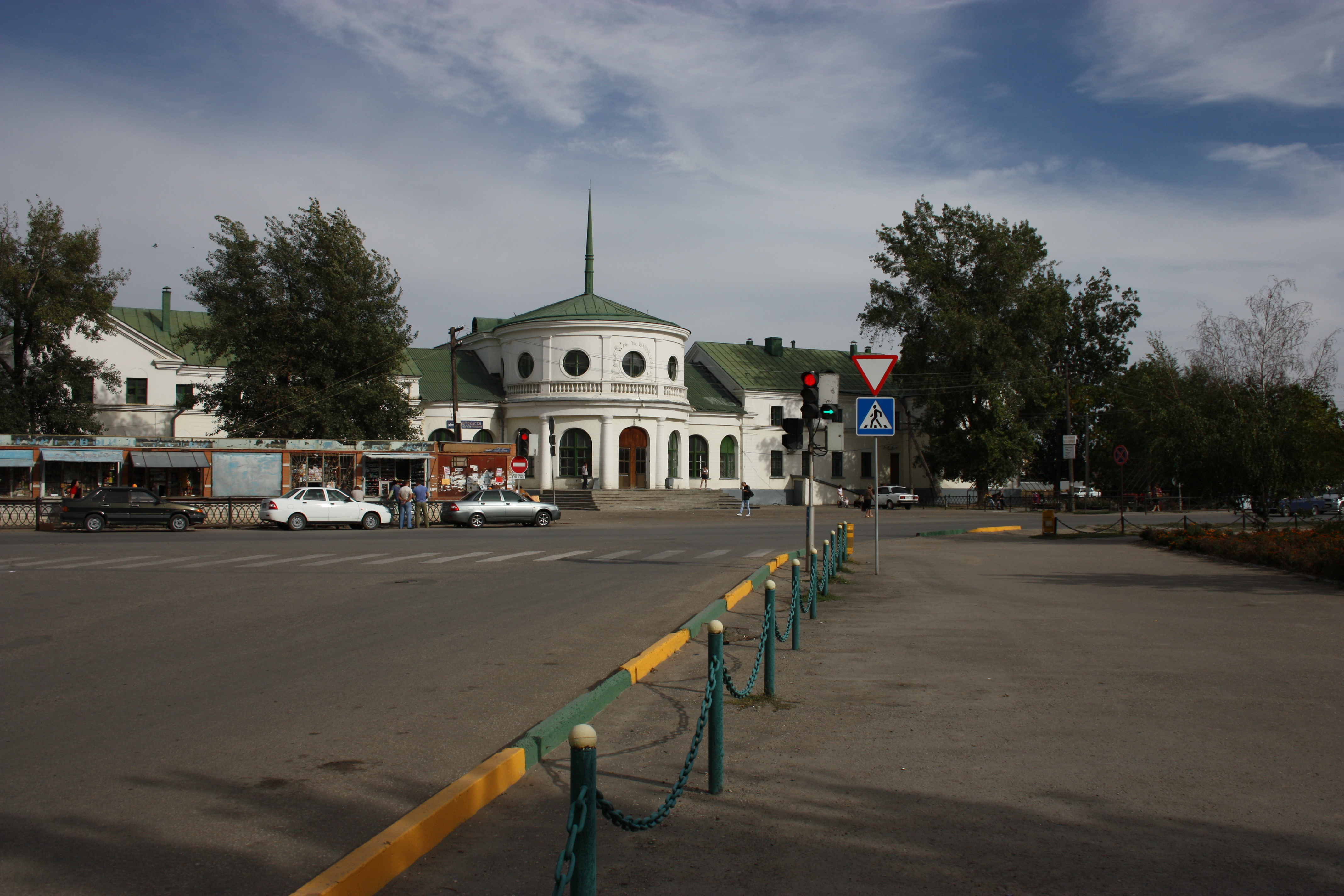
Вид на Привокзальную площадь, архивное фото
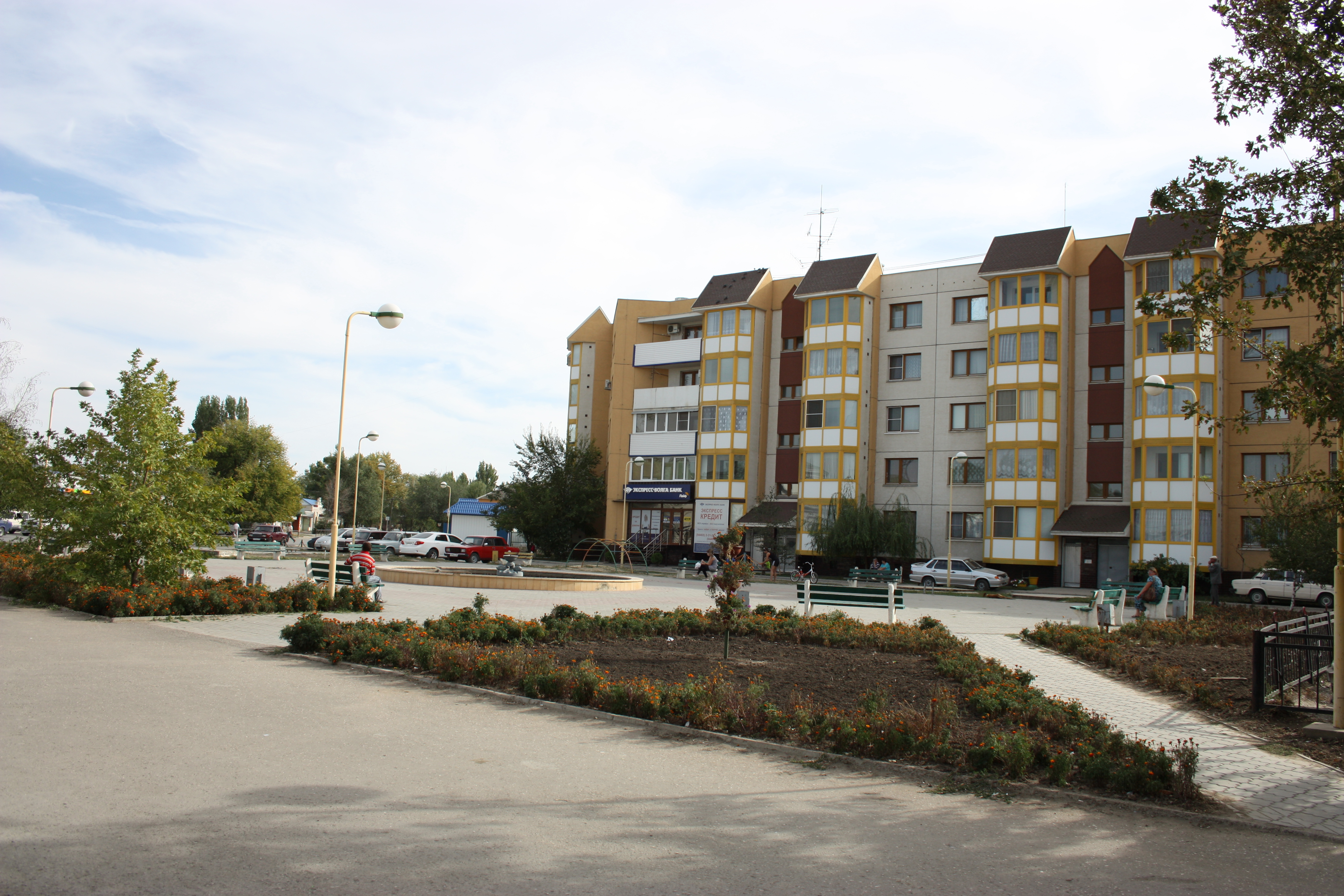
«Чешские дома» в центре города, архивное фото
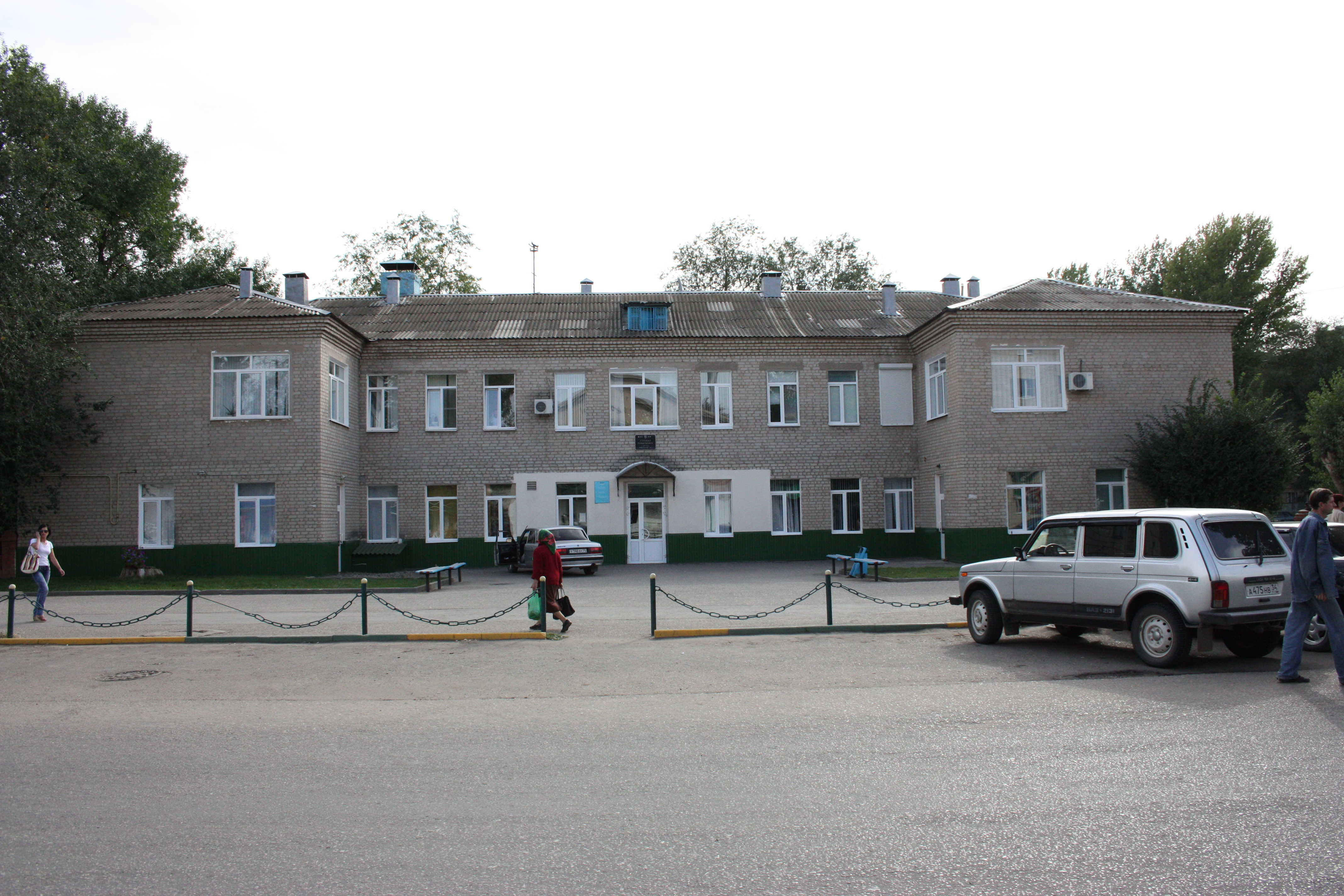
Железнодорожная поликлиника, архивное фото
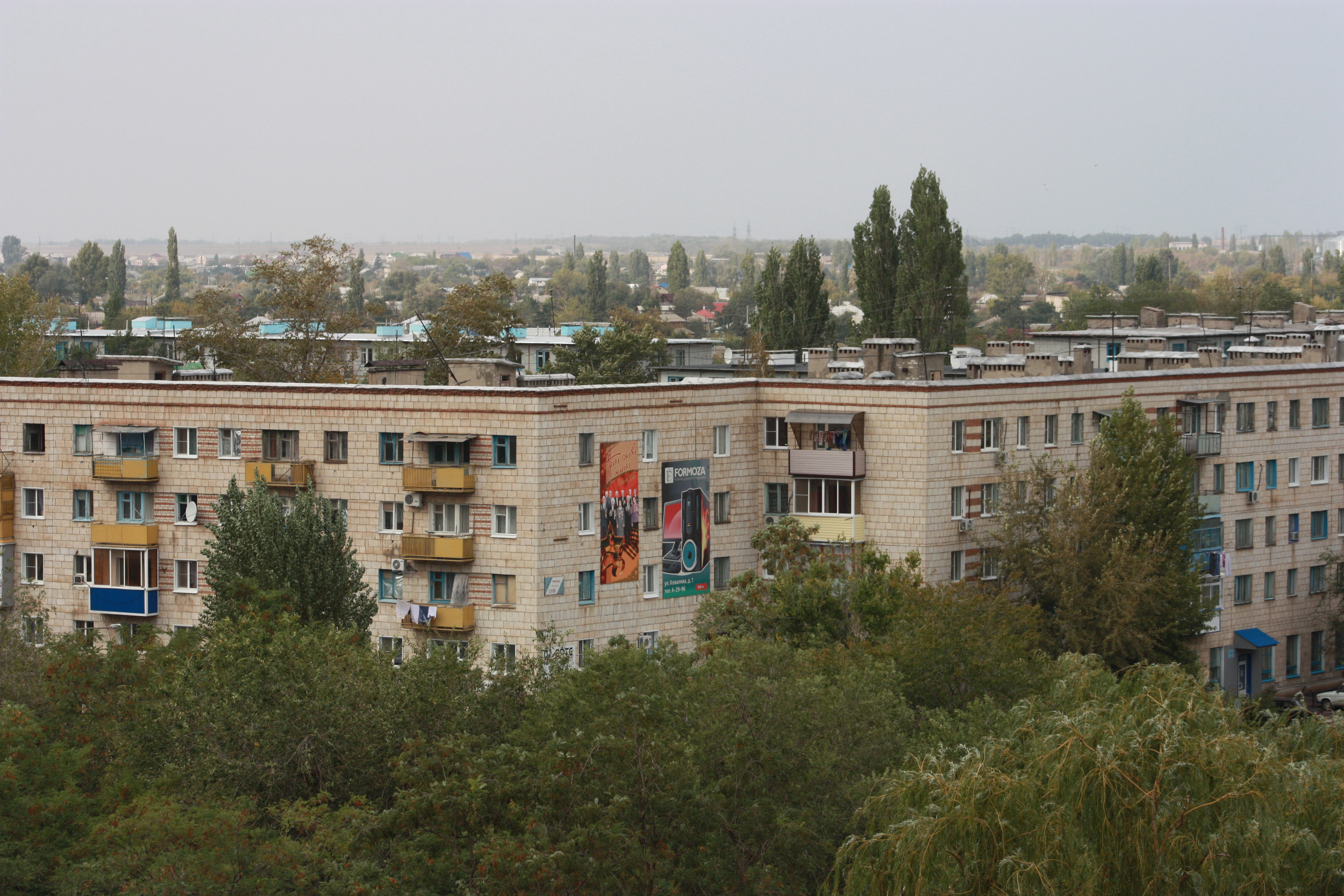
Перекресток улиц Фроловской и Комсомольской, архивное фото
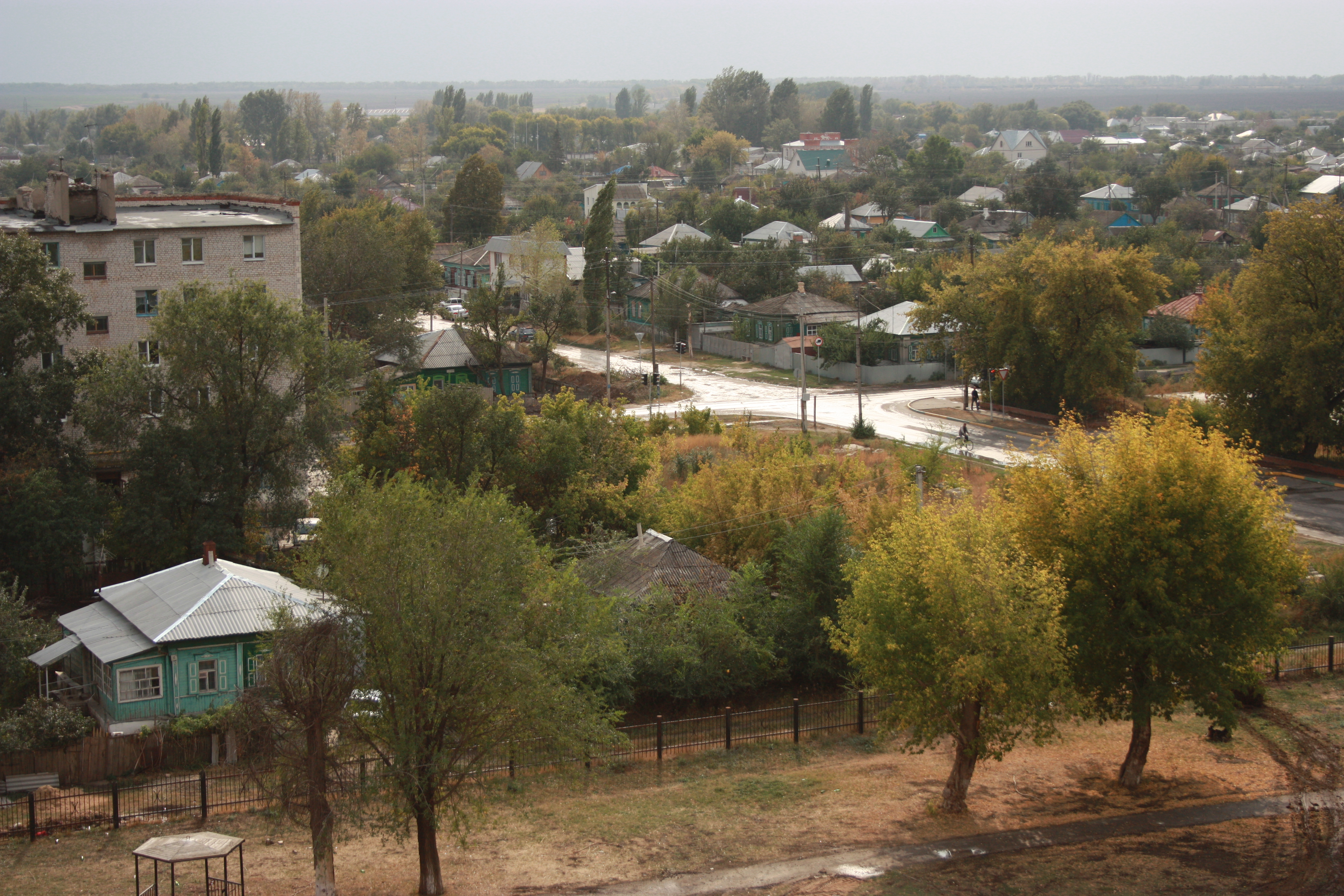
Перекресток улиц Спартаковской и Комсомольской, архивное фото
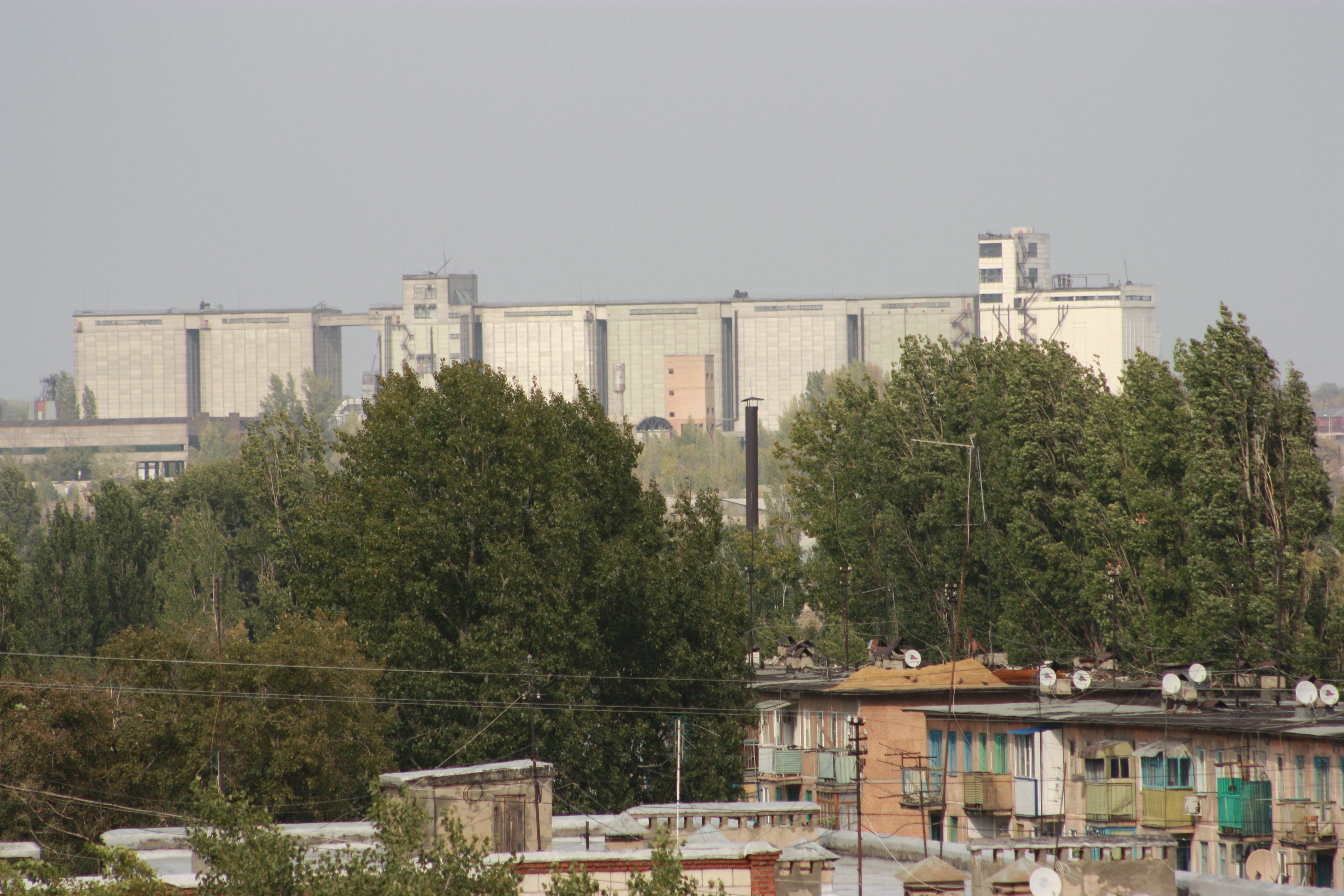
«Кулацкий посёлок» (северо-восточная окраина города), архивное фото

## В культуре
- Телепрограмма «Точка на карте» от 28.11.16. Волгоград 24
- Телепрограмма «Малые города» от 20.03.17. ОТР